# Songs in the Attic
Songs in the Attic è il primo album discografico registrato live del cantautore statunitense Billy Joel, pubblicato nel 1981.

## Tracce
Parte 1
1. Miami 2017 (Seen the Lights Go Out on Broadway) – 5:05
2. Summer, Highland Falls – 3:03
3. Streetlife Serenader – 5:17
4. Los Angelenos – 3:48
5. She's Got a Way – 3:00
6. Everybody Loves You Now - 3:08

Parte 2
1. Say Goodbye to Hollywood – 4:25
2. Captain Jack – 7:16
3. You're My Home – 3:07
4. The Ballad of Billy the Kid – 5:28
5. I've Loved These Days – 4:35